# Уравнение Смолуховского
Уравнение Смолуховского — кинетическое уравнение, описывающее эволюцию функции распределения координат и скоростей частиц при одномерном броуновском движении.
{\displaystyle {\frac {\partial P}{\partial t}}=\left[-{\frac {\partial }{\partial x}}v+{\frac {\partial }{\partial v}}\left(\gamma v-{\frac {F(x)}{m}}\right)+{\frac {\gamma k_{B}T}{m}}{\frac {\partial ^{2}}{\partial ^{2}v}}\right]P}
где {\displaystyle P(x,v,t)} — функция распределения броуновских частиц по координатам и скоростям, {\displaystyle v} — скорость, {\displaystyle F(x)} — внешняя сила, {\displaystyle k_{B}} — постоянная Больцмана, {\displaystyle T} — температура, {\displaystyle \gamma } — параметр, характеризующий вязкость среды, в которой происходит броуновское движение.
Уравнение Смолуховского является частным случаем уравнения Фоккера — Планка.
Названо в честь польского физика Мариана Смолуховского.